# Andrzej Żuławski

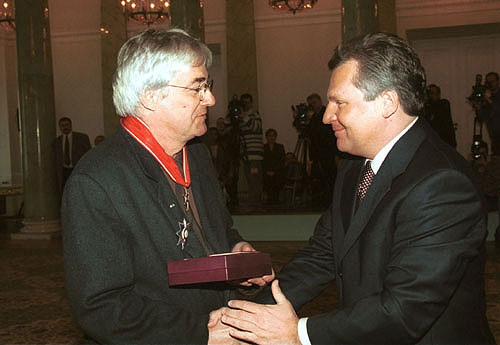
Andrzej Żuławski (links) mit dem ehemaligen polnischen Präsidenten Aleksander Kwaśniewski im Jahr 2001

Andrzej Żuławski (* 22. November 1940 in Lwów, heute Ukraine; † 17. Februar 2016 in Warschau) war ein polnischer Filmregisseur, Schriftsteller, Drehbuchautor, Schauspieler und Journalist.

## Leben und Werk
Andrzej Żuławski war der Sohn des polnischen Schriftstellers und Diplomaten Mirosław Żuławski. Im Kindesalter lebte er mit seiner Familie im besetzten Polen. Żuławskis jüngere Schwester starb damals am Hungertod. Später wuchs er mit seinem Bruder Mateusz in Frankreich auf, als sein Vater an der polnischen Botschaft in Paris und bei der UNESCO arbeitete. Żuławski studierte an der Universität von Paris (Philosophische Fakultät) und der IDHEC. Später arbeitete er als Journalist bei der polnischen Zeitschrift Film. Er startete seine Karriere als Assistent von Andrzej Wajda bei den Filmen: Samson (1961), Liebe mit zwanzig (1962) und Legionäre (1965). Seine beiden ersten Filme entstanden im Auftrag des Fernsehens: Pavoncello (1967) und Pieśń triumfującej miłości (1969). Zu seinem ersten Kinofilm, Der dritte Teil der Nacht schrieb er das Drehbuch gemeinsam mit seinem Vater, auf dessen Kriegserinnerungen dieser Film basiert.
Nach dem Verbot seines zweiten Films Diabeł durch die polnische Zensur emigrierte er nach Frankreich, wo er 1974 den Film Nachtblende mit Romy Schneider in der Haupt- und Klaus Kinski in einer Nebenrolle drehte. Der Film basiert auf dem Roman La nuit americaine von Christopher Frank, wobei sich Żuławskis Film stark von seiner Vorlage entfernt.
Nach diesem Erfolg kehrte Żuławski 1975 zunächst nach Polen zurück und begann dort noch im selben Jahr mit der Arbeit an der Verfilmung der Mondtrilogie seines Großonkels Jerzy Żuławski unter dem Titel Na Srebrnym Globie, deutsch: Der Silberne Planet. Nur zwei Jahre später wurden die Dreharbeiten erneut von den Behörden unterbrochen, wobei Teile des Filmmaterials sogar zerstört wurden. Żuławski verließ daraufhin Polen erneut und lebte seitdem überwiegend in Frankreich. Alle nachfolgenden Filme – außer Szamanka – drehte er außerhalb Polens. Außerdem war er in den Jahren 1997 bis 2006 Feuilletonautor der Zeitschrift Twój Styl.
Andrzej Żuławski war mit der polnischen Schauspielerin Małgorzata Braunek verheiratet. Aus dieser Ehe stammt sein erster Sohn Xawery Żuławski, der heute ebenfalls Filmregisseur ist. Er hatte einen Sohn, Ignacy (* 1978), aus der Beziehung mit der polnischen Malerin Hanna Wolska, und einen Sohn Vincent (* 1995) mit der französischen Schauspielerin Sophie Marceau, die, gerade 18 Jahre alt, 1985 die Lebensgefährtin des damals 44-Jährigen wurde. 2002 verließ sie ihn.
Für Aufsehen sorgte in Polen 2007/2008 Żuławskis Verbindung mit der 43 Jahre jüngeren Schauspielerin Weronika Rosati, der Tochter des früheren Außenministers Dariusz Rosati, und vor allem die Trennung beider, wobei beide Seiten Anschuldigungen über Presse und Fernsehen verbreiteten. Rosati klagte gegen die Veröffentlichung von Żuławskis 2010 erschienenen Roman „Nocnik“ (Der Nachttopf), weil sie sich in der weiblichen Hauptfigur in diskriminierender Weise porträtiert sah. Ein Gericht verbot daraufhin die Verbreitung des Buches, es war der erste derartige Fall in Polen seit der Wende von 1989. Żuławski gab gegenüber der Presse zu, dass er „wahre Gefühle“ für Rosati empfunden habe.
Im Jahr 2015 kehrte Żuławski nach fünfzehn Jahren Pause als Regisseur zurück und drehte die französisch-portugiesische Koproduktion Cosmos. Der Film lief auf dem Internationalen Filmfestival von Locarno und der Woche der Kritik Berlin.
Żuławski erlag am 17. Februar 2016 einem Krebsleiden. Bei der Beisetzung seiner Urne am 22. Februar 2016 waren neben seinen Kindern und seinem Bruder auch Sophie Marceau, Daniel Olbrychski und Andrzej Seweryn anwesend. Żuławski wurde im Grab seiner Eltern bestattet.

## Filmografie
Regie
- 1958: La sorcière (Kurzfilm)[6]
- 1967: Pavoncello (Fernsehfilm)
- 1969: Pieśń triumfującej miłości (Fernsehfilm)
- 1971: Der dritte Teil der Nacht (Trzecia część nocy)
- 1972: Diabeł
- 1974: Nachtblende (L’Important, c’est d’aimer)
- 1977: Der Silberne Planet (Na Srebrnym Globie)
- 1981: Possession
- 1984: Die öffentliche Frau (La Femme publique)
- 1985: Liebe und Gewalt (L’Amour braque)
- 1989: Meine Nächte sind schöner als deine Tage (Mes nuits sont plus belles que vos jours)
- 1989: Boris Godunow (Boris Godounov; nach der gleichnamigen Oper von Modest Mussorgski)
- 1991: Blue Note (La Note bleue)
- 1996: Szamanka
- 2000: Die Treue der Frauen (La Fidélité)
- 2015: Cosmos

Drehbuch
- 1958: La sorcière
- 1967: Pavoncello
- 1969: Pieśń triumfującej miłości
- 1971: Der dritte Teil der Nacht
- 1972: Diabeł
- 1974: Nachtblende
- 1977: Der Silberne Planet
- 1981: Possession
- 1984: Die öffentliche Frau
- 1985: Liebe und Gewalt
- 1987: Krank vor Liebe (Maladie d'amour)
- 1989: Meine Nächte sind schöner als deine Tage
- 1989: Boris Godunow
- 1991: Blue Note
- 2000: Die Treue der Frauen
- 2015: Cosmos
- 2019: Mowa ptaków

Darsteller
- 1961: Samson (Regie: Andrzej Wajda)
- 1985: Tristesse et beauté (Regie: Joy Fleury)
- 2003: Gefährliche Liebschaften (Les Liaisons dangereuses; Regie: Josée Dayan)

Regieassistenz
- 1961: Samson
- 1962: Liebe mit zwanzig (L'amour à vingt ans)
- 1965: Legionäre (Popioly)
- 1967: Die Nacht der Generale (The Night of the Generals)

## Romane
- 1991: Lity bór
- 1992: Był sad; W oczach tygrysa
- 1993: Jonasz
- 1994: Juki podróżne; Moliwoda; Piekielnicy
- 1996: Listy do domu
- 1997: Kikimora; W niebie miecz mój jest pijany
- 1998: Małpa o krwawiącym sercu
- 1999: Perseidy
- 2000: Zaułek pokory
- 2002: Jako nic; We dwoje
- 2003: Pan śmiertelny; O niej
- 2004: Bilet miesięczny
- 2005: Cnota; Zapach księżyca
- 2007: Bóg; Te panie
- 2010: Nocnik